# Kufsteinlied
Das Kufsteinlied (auch das Kufsteiner Lied) ist ein bekanntes volkstümliches Lied des deutschen Sprachraums. Es wurde 1947 von dem Tiroler Karl Ganzer komponiert. Durch die Schallplattenaufnahme des bayerischen Sängers und Jodlers Franzl Lang im Jahr 1968 wurde das Lied zu einem der größten Hits des volkstümlichen Schlagers. Das Kufsteinlied begründete den häufig zitierten Beinamen Kufsteins als Perle Tirols bzw. Stadt am grünen Inn und ist ein Werbeträger für die Tourismusstadt Kufstein.
Das aus drei Strophen bestehende Kufsteinlied mit gejodeltem Refrain handelt von einem Urlaub in Kufstein und besingt volkstümlich verklärend Landschaft, Berge, das „Maderl“ und den Wein. In der dritten Strophe beschreibt der Text das Ende des Urlaubs und die Heimfahrt. Das Stück wird häufig fälschlich als ein Tiroler Volkslied oder als Regionalhymne angesehen. Der ursprüngliche Jodler in Karl Ganzers Originalversion wurde durch den heute weltbekannten Bierzelt-Jodler ersetzt, was 2009 Kern einer gerichtlichen Auseinandersetzung um Tantiemen des Liedes war.
1981 sang der österreichische Sänger Wilfried eine Punk-Version des Kufsteinlieds. Diese ging auf den Song Alpen-Punk aus dem Live-Programm der Ersten Allgemeine Verunsicherung zurück, deren Sänger Wilfried in der Anfangszeit war (die EAV-Version war ein Duett zwischen Walter Hammerl und Gert Steinbäcker). Die satirische Version mit abgeändertem Text führte zu medialen Protesten der damaligen Kufsteiner Stadtführung.